# Neoseptaglomospiranella
Neoseptaglomospiranella es un género de foraminífero bentónico, normalmente considerado un subgénero de Septaglomospiranella, es decir Septaglomospiranella (Neoseptaglomospiranella), de la subfamilia Septabrunsiininae, de la familia Tournayellidae, de la superfamilia Tournayelloidea, del suborden Fusulinina y del orden Fusulinida. Su especie tipo es Septaglomospiranella dainae. Su rango cronoestratigráfico abarca desde el Fameniense (Devónico superior) hasta el Tournaisiense (Carbonífero inferior).

## Discusión
Algunas clasificaciones más recientes incluyen Neoseptaglomospiranella en la familia Septabrunsiinidae, de la superfamilia Lituotubelloidea, del suborden Tournayellina, del orden Tournayellida, de la subclase Fusulinana y de la clase Fusulinata.

## Clasificación
Neoseptaglomospiranella incluye a las siguientes especies:
- Neoseptaglomospiranella dainae †
- Neoseptaglomospiranella pararomanica †
- Neoseptaglomospiranella solaris †